# Montvalent
Montvalent is een gemeente in het Franse departement Lot (regio Occitanie) en telt 267 inwoners (1999). De plaats maakt deel uit van het arrondissement Gourdon.

## Geografie
De oppervlakte van Montvalent bedraagt 29,1 km², de bevolkingsdichtheid is 9,2 inwoners per km².
De onderstaande kaart toont de ligging van Montvalent met de belangrijkste infrastructuur en aangrenzende gemeenten.

## Demografie
Onderstaande figuur toont het verloop van het inwonertal (bron: INSEE-tellingen).